# 鵡川駅
鵡川駅（むかわえき）は、北海道（胆振総合振興局）勇払郡むかわ町末広にある、北海道旅客鉄道（JR北海道）日高本線の駅である。事務管理コードは▲132204。
日高本線の終着駅であり、むかわ町の中心駅である。

## 歴史

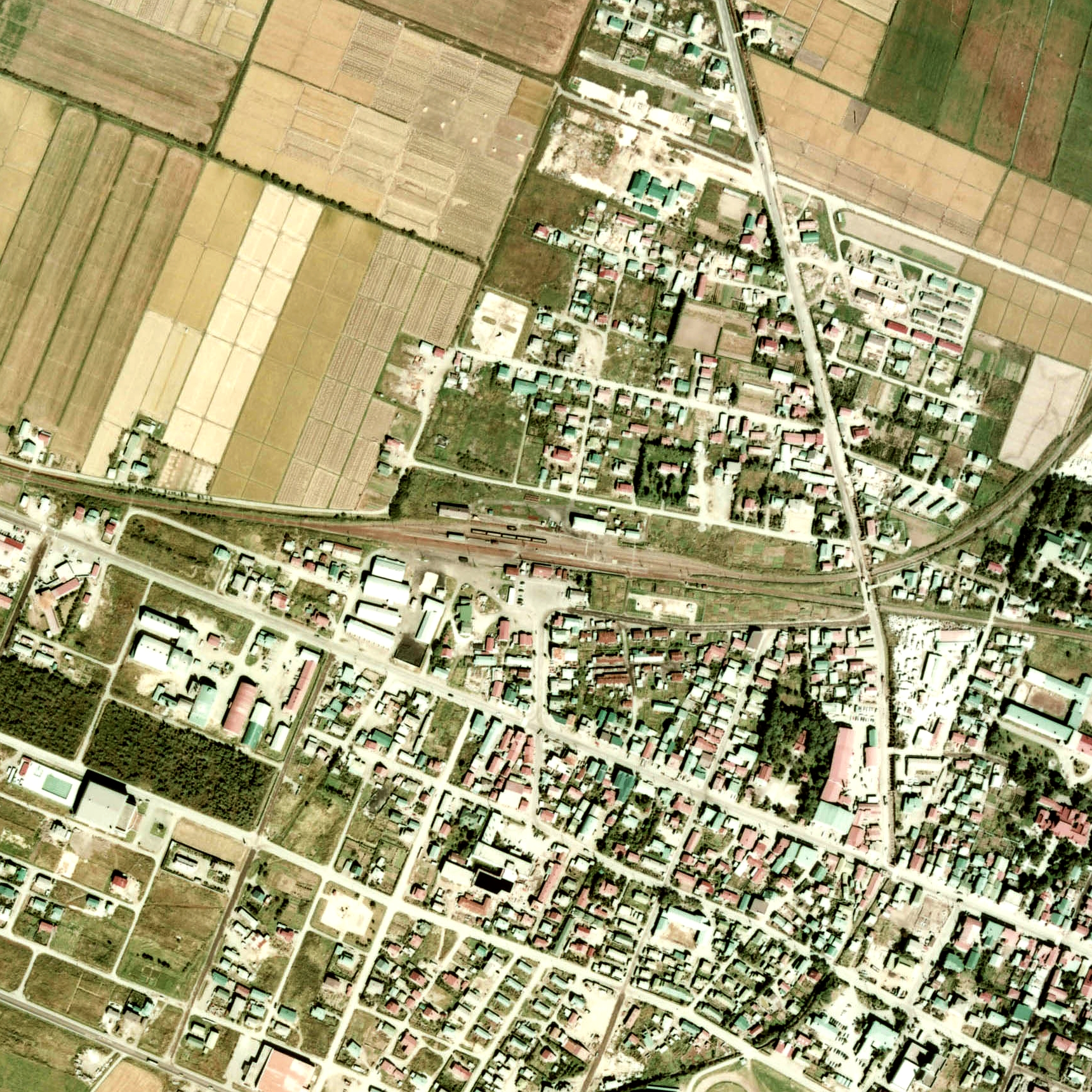
1975年の鵡川駅と周囲約1キロメートル範囲。右側、上が富内線豊城方面、下直進が本線静内方面。やや千鳥状にずれた単式と島式の複合ホーム2面3線、駅舎横苫小牧側に貨物ホームと2本の引込み線、駅裏に富内線用の3本の留置線と苫小牧側に車庫を有している。

かつては富内線の分岐駅で、1986年（昭和61年）10月まで運行されていた急行「えりも」の停車駅であり、廃止後も日高本線の列車運行において重要な位置づけをされており、2021年4月1日の当駅 - 様似間の区間廃線まで当駅発着の列車もいくつか設定されていた。

### 年表
- 1913年（大正2年）10月1日：苫小牧軽便鉄道の苫小牧 - 佐瑠太（後の富川駅）間開業に伴い途中駅として開業[4]。一般駅。同時に当駅の佐瑠太寄り0.4マイル（約0.65 km）に鵡川貨物駅を開設[4]。
- 1927年（昭和2年）8月1日：苫小牧軽便鉄道が国有化により国有鉄道に移管。線路名を日高線に改称、それに伴い同線の駅となる。鵡川貨物駅廃止[要出典]
- 1929年（昭和4年）：鵡川の木材流送が穂別（穂別駅参照）の土場までとなり、鵡川河口での木材陸揚げが無くなった[5]ため、鵡川駅からの木材搬出が無くなった。
  - 11月26日：当駅 - 佐瑠太間7.9マイルから8.2マイルへ改程（約500メートル）[6]。当駅 - 鵡川橋梁間の線路付け替え[7]。駅を北へ100メートルほど移転[注釈 1]。
- 1943年（昭和18年）11月1日：線路名を日高本線に改称、それに伴い同線の駅となる。富内線当駅 - 豊城間の連絡線開通[2]。
- 1977年（昭和52年）2月1日：貨物取扱い廃止[1]。
- 1984年（昭和59年）
  - 2月1日：荷物取扱い廃止[1]。
  - 3月31日：業務委託駅となる[8]。
- 1986年（昭和61年）11月1日：富内線全線廃止[9]。出札・改札業務を停止し旅客業務について無人化[10]。但し運転要員は継続配置。乗車券は簡易委託化。
- 1987年（昭和62年）
  - 4月1日：国鉄分割民営化に伴い、北海道旅客鉄道（JR北海道）の駅となる。
  - 11月：現駅舎竣工。
- 1998年（平成10年）4月1日：窓口業務を直営化。
- 2006年（平成18年）9月1日：出札・改札業務を再度停止し旅客業務について再度無人化。乗車券は簡易委託化（駅舎内キヨスク）。
- 2009年（平成21年）4月1日：キヨスク閉店。簡易委託廃止、完全無人化。
- 2015年（平成27年）1月8日：厚賀 - 大狩部間の高波被害により、当駅 - 様似間の列車の運行を休止[JR北 2]。
- 2021年（令和3年）4月1日：当駅 - 様似間の廃止に伴い、日高本線の終着駅となる[JR北 1][運輸局 1]。また、静内駅の廃止に伴い管理駅が苫小牧駅に変更となる。

### 駅名の由来
当駅設置時の所在地であった鵡川村より。

## 駅構造
単式ホーム1面1線を有する地上駅。車庫に繋がる横取線も1線有する。駅舎とホームの間は構内踏切で連絡している。
かつては千鳥状の相対式ホーム2面2線を有する地上駅で、駅舎に面したホームが1番のりば（苫小牧方面）、反対側が2番のりば（様似方面）であった。分岐器がスプリングポイントであるため、当駅折り返し列車は2番線発着であった。当駅 - 様似駅間の廃線に伴い、駅舎側の旧1番線ホームは柵が施され使用停止となり、旧2番のりばが「1番のりば」に改番された。
1986年（昭和61年）10月までは単式ホーム・島式ホーム複合型2面3線で、島式ホーム外側の3番線は富内線が発着していた。富内線の廃止に伴い、3番線の線路は撤去されている。

### のりば
| 番線 | 路線      | 行先       |
| ---- | --------- | ---------- |
| 1    | ■日高本線 | 苫小牧方面 |

- 1987年（昭和62年）に完成した駅舎は、むかわ交通ターミナルを併設している。
- 苫小牧駅管理の無人駅。過去にはキヨスクで当駅 - 苫小牧間の乗車券（片道・往復・回数券）と苫小牧 - 札幌間のSきっぷを発売していた。
  - 以前は社員配置駅でJR全線の切符を発券していたが、2006年（平成18年）8月31日をもって窓口業務を廃止した。

その後簡易委託化を経て、簡易自動券売機（オレンジカード使用不可、自動改札機対応）を設置していたが、2014年（平成26年）4月に撤去されている。
- 夜間留置は設定されていない。

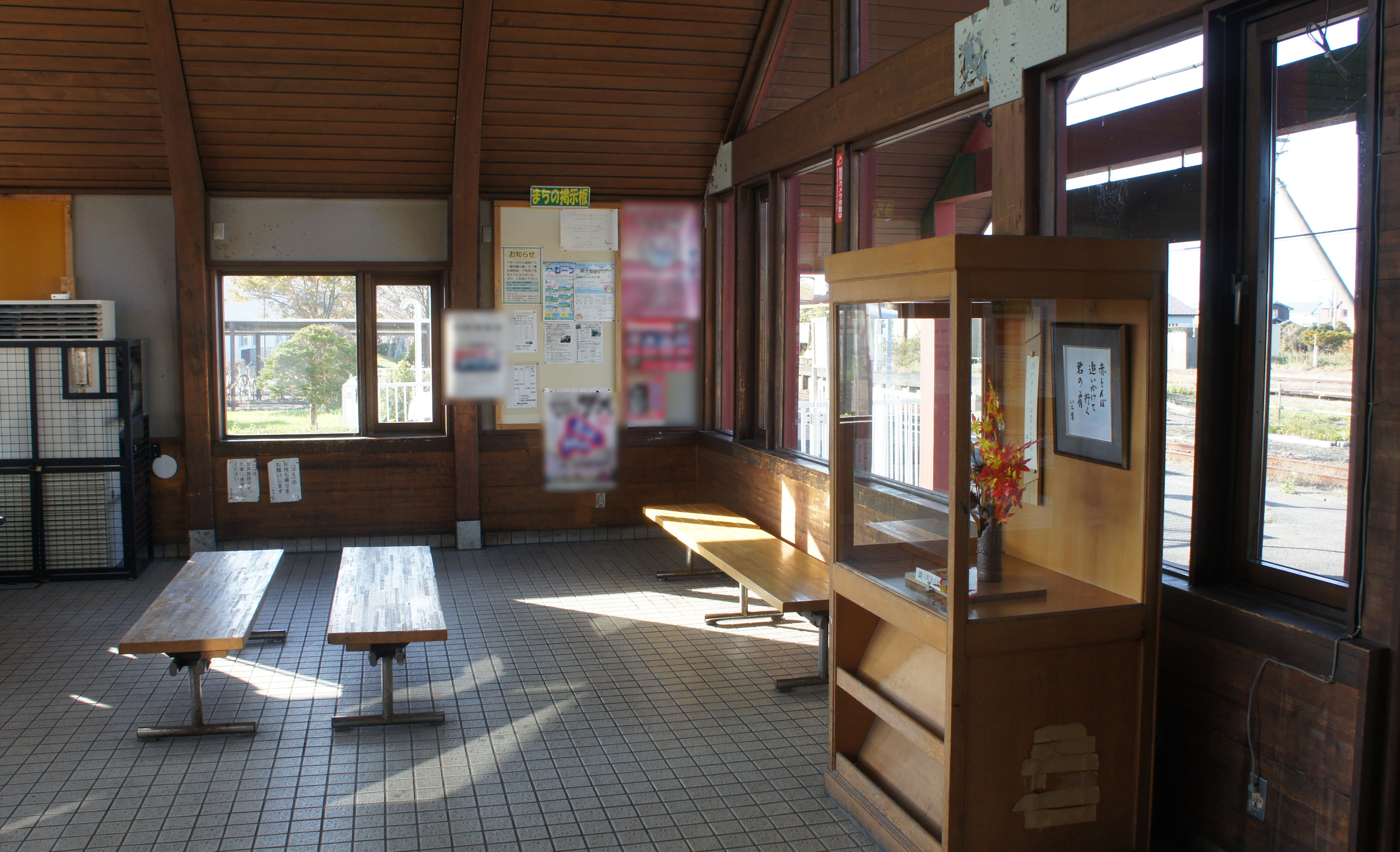
待合室（2018年10月）
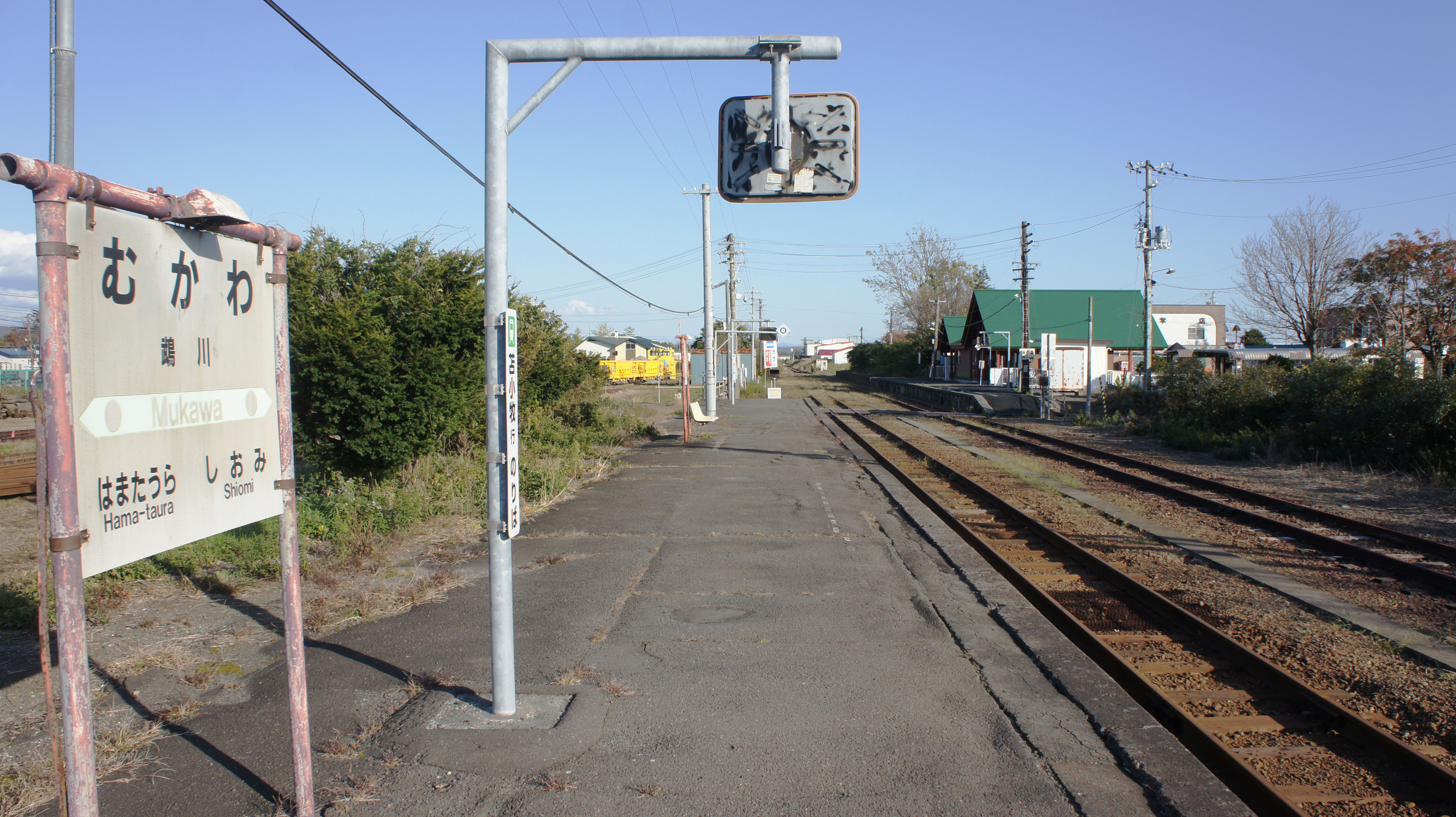
2面2線時代のホーム（2018年10月）
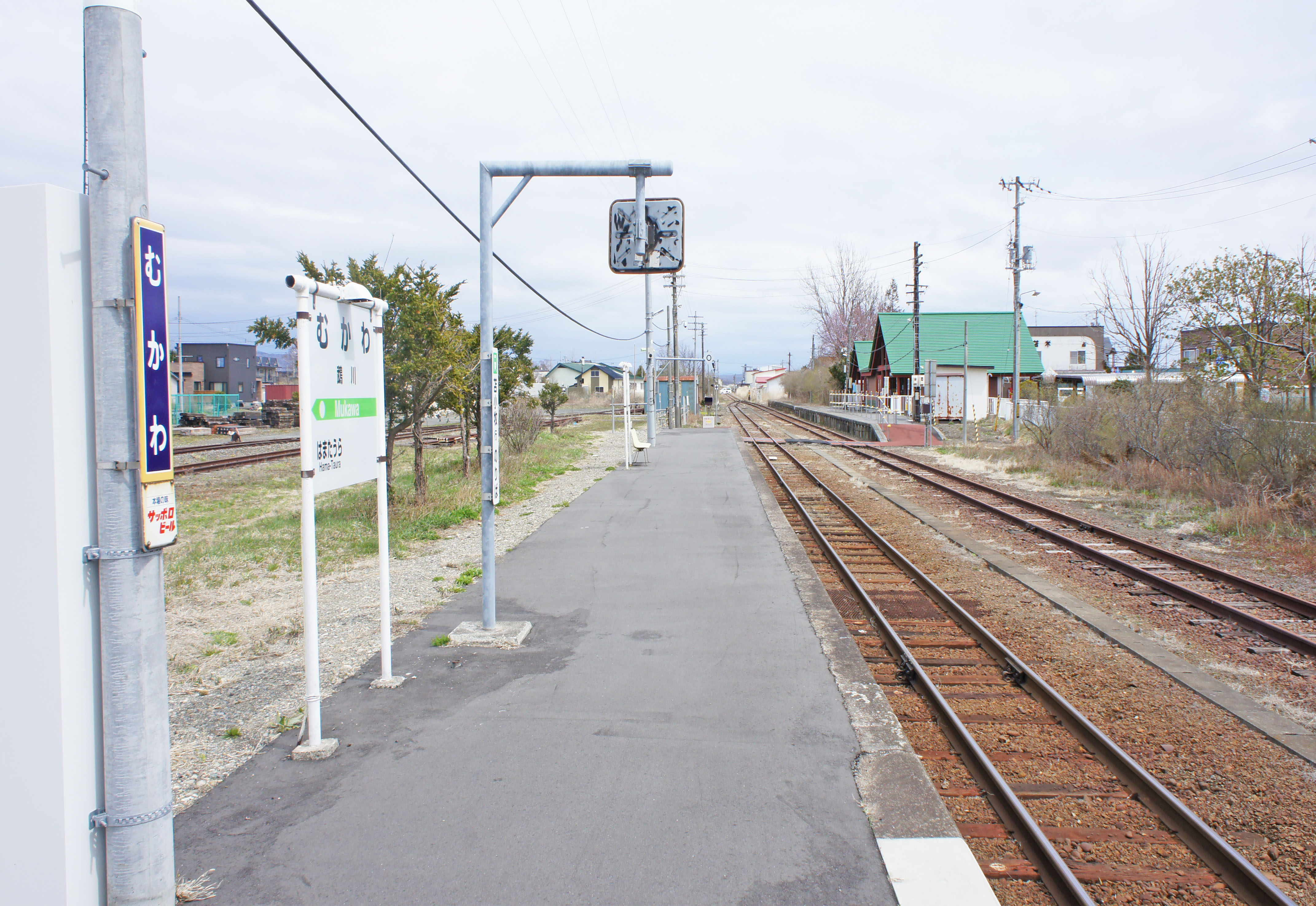
1番線ホーム（2021年5月）
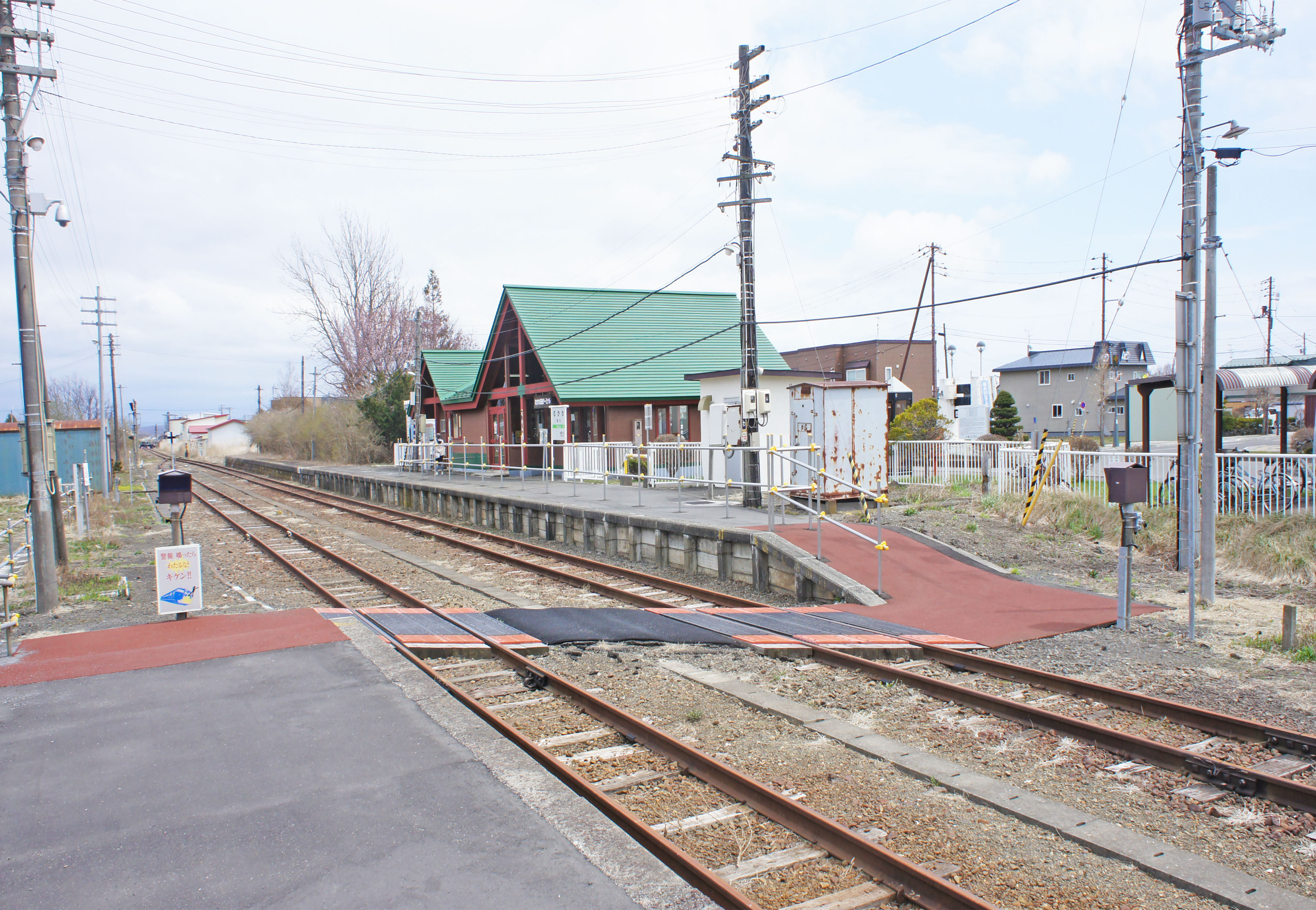
構内踏切（2021年5月）
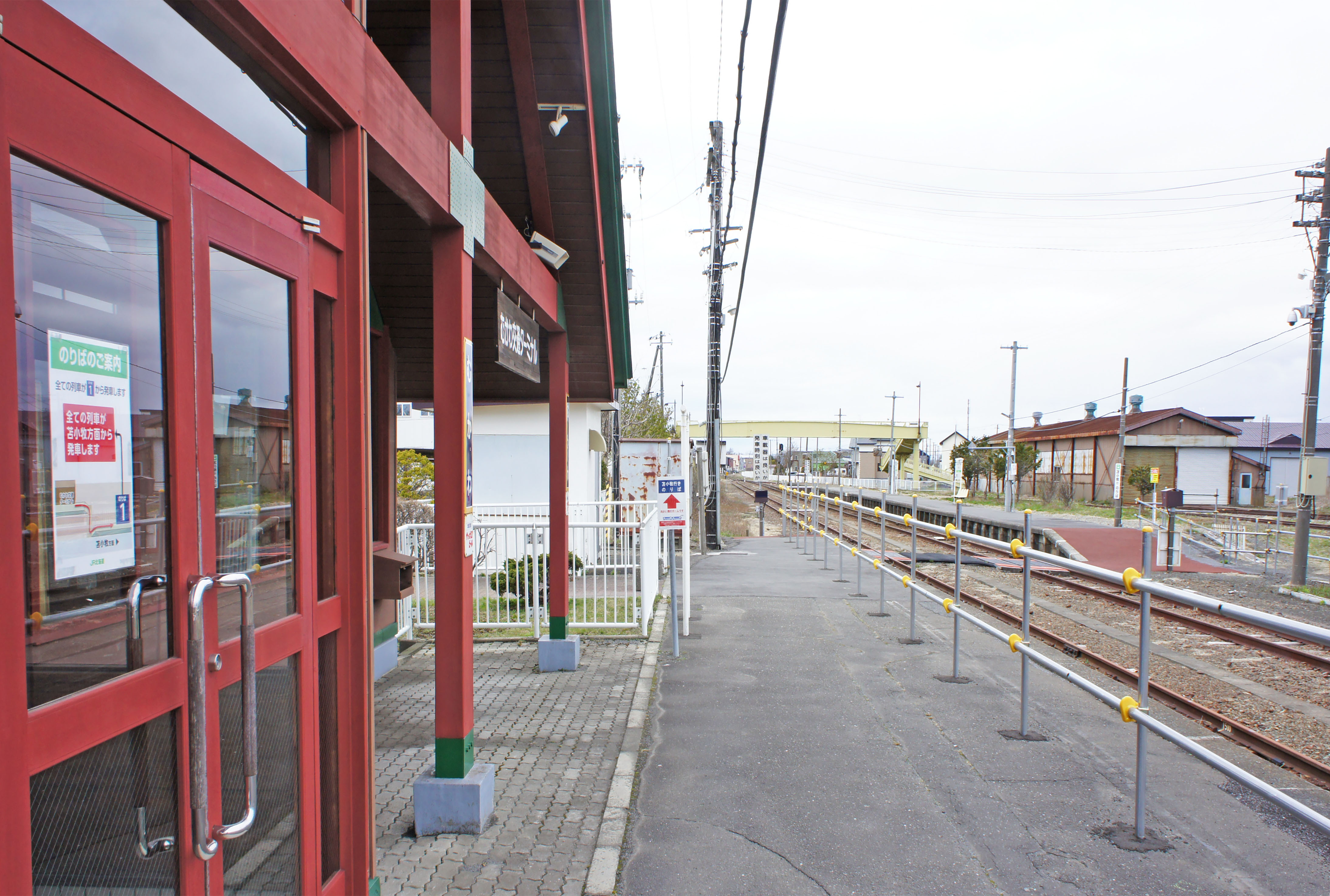
ホーム連絡通路（旧1番線ホーム）（2021年5月）
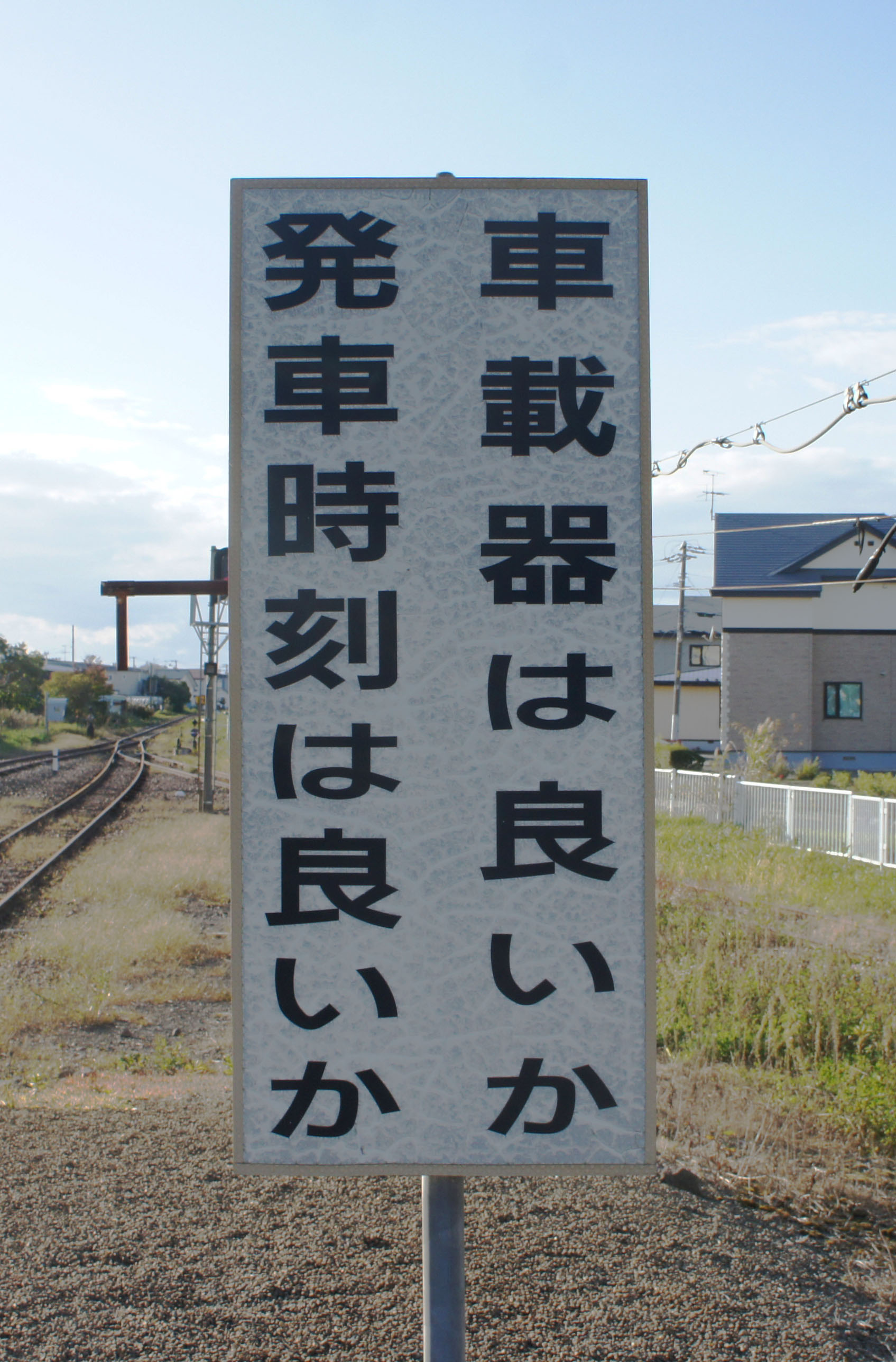
運転士への注意を促す看板（2018年10月）
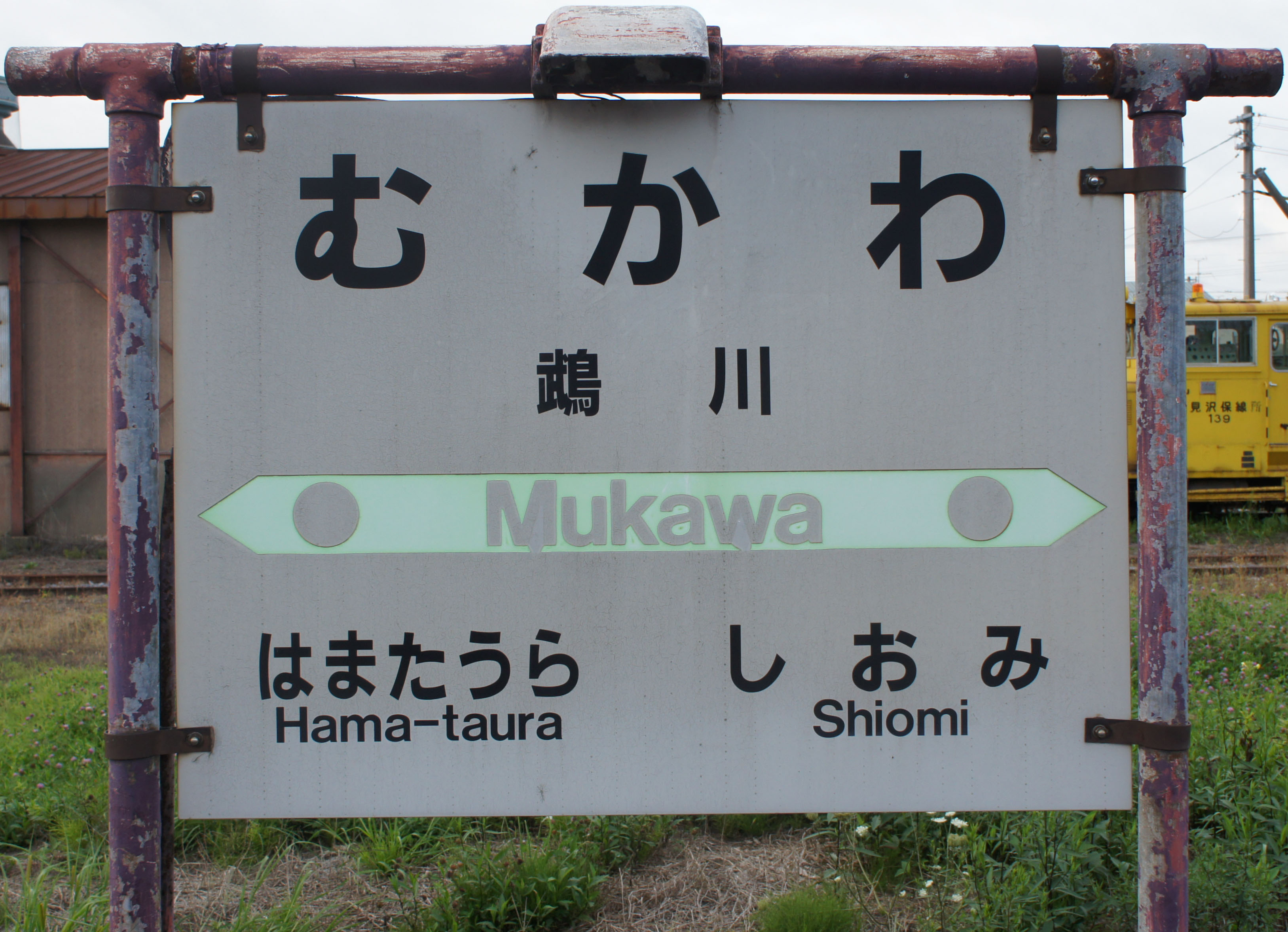
区間廃線前の駅名標（2017年8月）
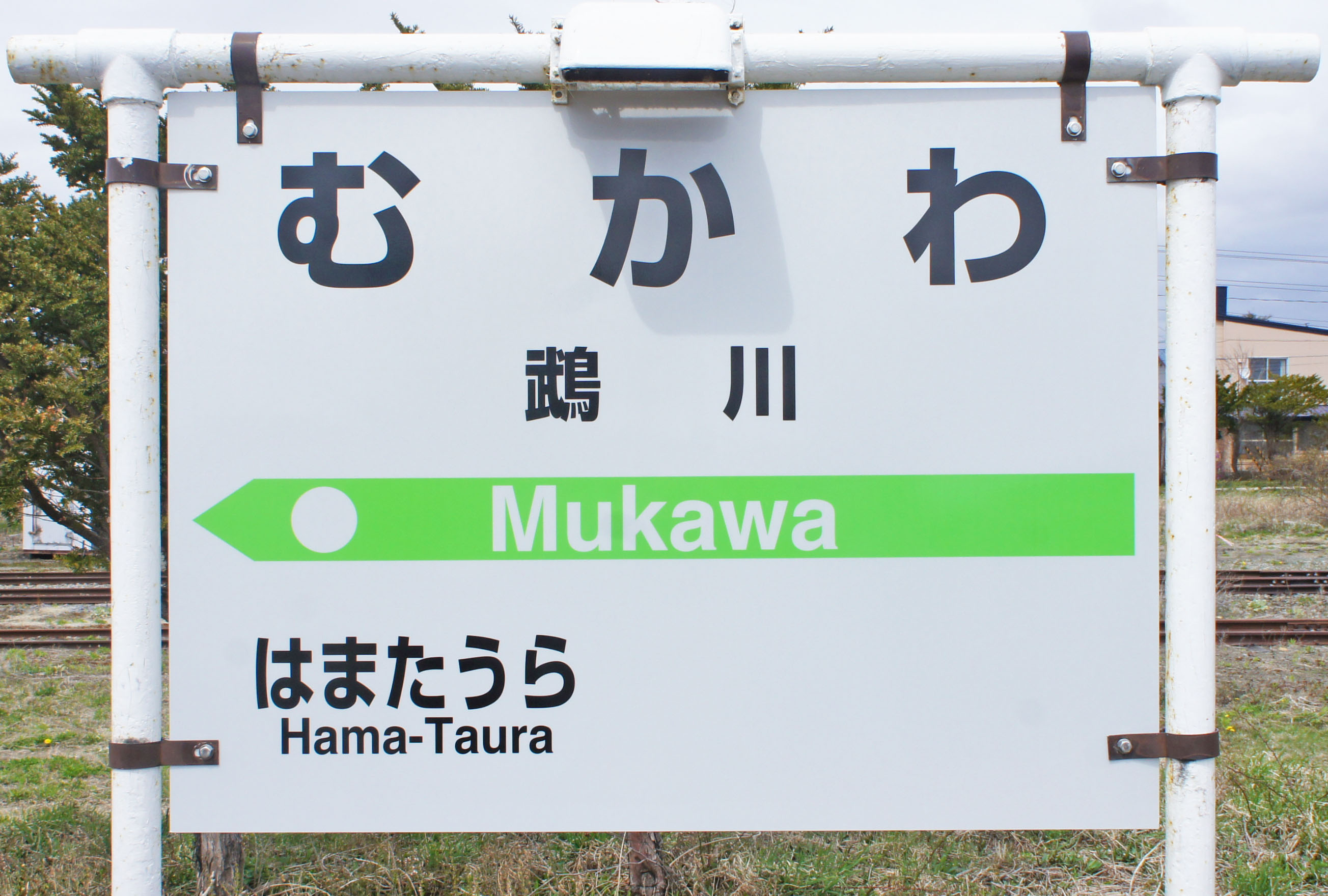
区間廃線後の駅名標（2021年5月）
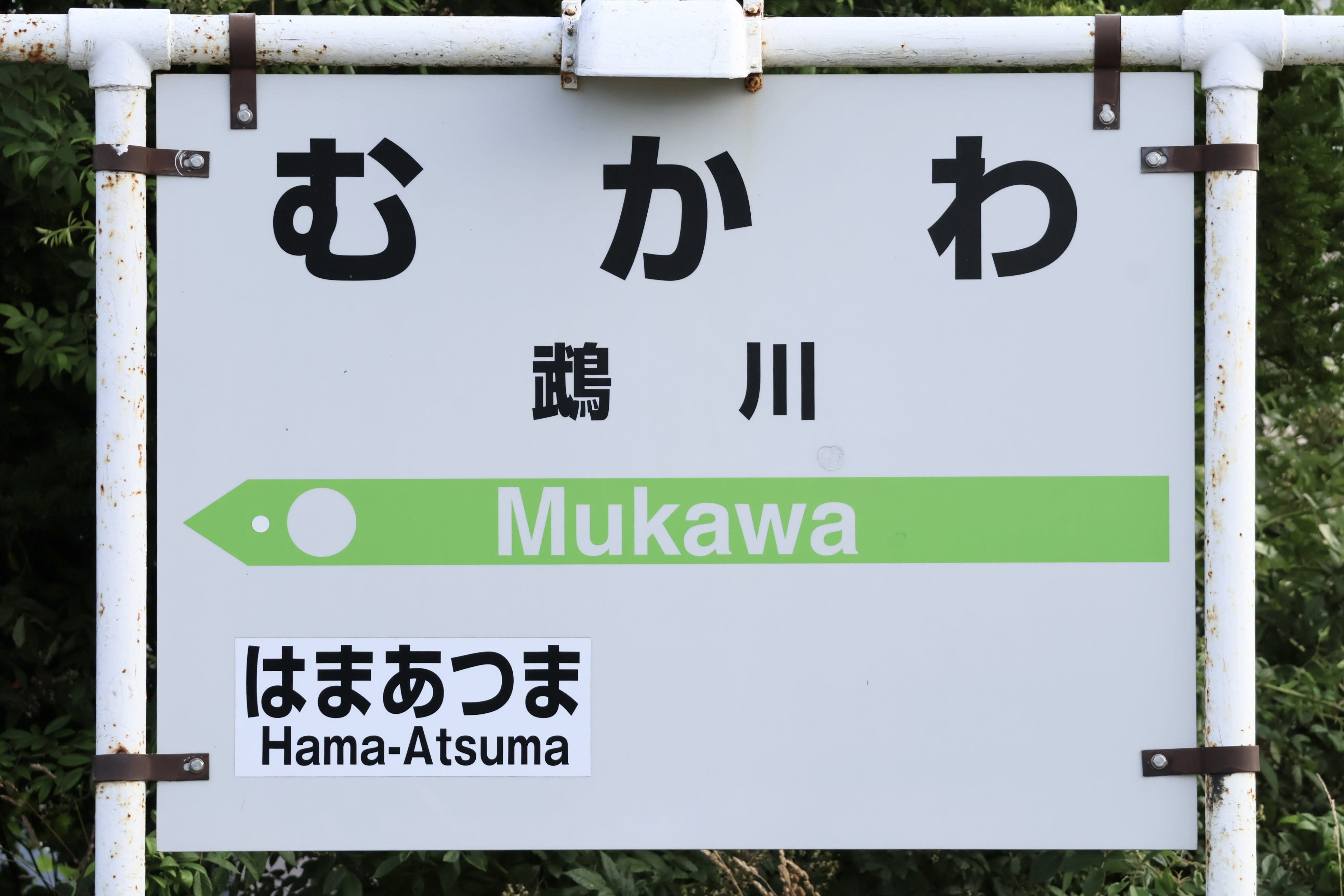
浜田浦駅廃止後の駅名標（2025年7月）

## 利用状況
乗車人員の推移は以下のとおり。年間の値のみ判明している年については、当該年度の日数で除した値を括弧書きで1日平均欄に示す。乗降人員のみが判明している場合は、1/2した値を括弧書きで記した。
また、「JR調査」については、当該の年度を最終年とする過去5年間の各調査日における平均である。当駅についてはバス代行期間が存在するため、一部でバスと列車が別集計となっているほか、集計期間が異なる年も存在する。備考も参照。
| 年度               | 乗車人員 | 乗車人員 | 乗車人員 | 乗車人員 | 出典                             | 備考                                                                                              |
| 年度               | 年間     | 1日平均  | JR調査   | JR調査   | 出典                             | 備考                                                                                              |
| 年度               | 年間     | 1日平均  | 列車     | 代行バス | 出典                             | 備考                                                                                              |
| ------------------ | -------- | -------- | -------- | -------- | -------------------------------- | ------------------------------------------------------------------------------------------------- |
| 1981年（昭和56年） |          | (242.5)  |          |          | [ 13 ]                           | 1日乗降人員：485                                                                                  |
| 1992年（平成04年） |          | (174.0)  |          |          | [ 14 ]                           | 1日乗降人員：348                                                                                  |
| 2014年（平成26年） |          |          | 130      |          | [ JR北 3 ] [ JR北 4 ] [ JR北 5 ] | 当年の列車は単年の値。                                                                            |
| 2016年（平成28年） |          |          | 154.0    |          | [ JR北 6 ]                       | 前年度末に鵡川以遠被災、バス代行                                                                  |
| 2017年（平成29年） |          |          | 174.0    | 73       | [ JR北 7 ]                       | 当年のバスは単年の値。                                                                            |
| 2018年（平成30年） |          |          | 197.2    | 91.0     | [ JR北 4 ] [ JR北 8 ]            | 北海道胆振東部地震の影響により、8月末に実施された臨時調査の結果を使用 代行バスの値のみ過去2年平均 |
| 2019年（令和元年） |          |          | 213.4    | 81.0     | [ JR北 9 ] [ JR北 10 ]           | 代行バスの値のみ過去3年平均                                                                       |
| 2020年（令和02年） |          |          | 206.0    | 71.0     | [ JR北 11 ]                      | 代行バスの値のみ過去4年平均                                                                       |
| 2021年（令和03年） |          |          | 195.2    |          | [ JR北 12 ]                      | 前年度末を以って鵡川以遠廃止                                                                      |
| 2022年（令和04年） |          |          | 182.4    |          | [ JR北 13 ]                      |                                                                                                   |
| 2023年（令和05年） |          |          | 160.2    |          | [ JR北 14 ]                      |                                                                                                   |

## 駅弁

### 過去に販売していた駅弁
駅前の苫米地商店弁当部が調製していた弁当が発売されており、むかわ町の特産であるシシャモの甘露煮を使用した幕の内弁当やシシャモ寿司が名物であったが、調製元の駅弁販売撤退により既に販売を終了している。苫米地商店は1980年に放送されたテレビドラマ「おふくろの青春」（HBC制作TBS系「日曜劇場」）に登場した駅弁屋のモデルにもなっている。
- 幕の内弁当
- 寿司[15][16]
- シシャモ寿司

なお苫米地商店は駅弁販売撤退後は近隣の「むかわ温泉・四季の館」に設置された「お食事処たんぽぽ」を経営している。

## 駅周辺
- 北海道道575号鵡川停車場線
- 北海道道10号千歳鵡川線
- 国道235号
- 日高自動車道鵡川インターチェンジ
- 道の駅むかわ四季の館
- むかわ町役場
- 苫小牧警察署鵡川交番
- 鵡川郵便局
- 苫小牧信用金庫鵡川支店
- 鵡川農業協同組合（JAむかわ）
- 鵡川漁業協同組合
- 北海道鵡川高等学校
- むかわ町立鵡川中学校
- むかわ町立鵡川中央小学校
- むかわ町鵡川厚生病院
- 井目戸地蔵尊 - 駅から北東に約3.3キロメートル[15]。

なお、鵡川駅前にはJR北海道の社宅数棟があり、2021年春まで使用されていたが、2022年1月に鵡川漁協と鵡川農協に無償譲渡された。

## バス路線
2021年（令和3年）4月1日の日高本線当駅以南廃止に伴い、道南バスで運行系統調整等が行われた。代替バスは一部を除き苫小牧駅発着で運行するが、当駅での列車接続を考慮する便もある。高速バスは鵡川駅前には入らない。
- 道南バス
  - 富川・新冠・静内方面（一部富川高校経由）
  - 富川・平取方面
  - 苫小牧駅方面（沼ノ端駅北口経由/快速 西埠頭通経由）
  - 厚生病院前・穂別出張所方面
- あつまバス[20]
  - 厚真方面
- むかわ町営バス[21]
  - 旧・汐見駅方面など鵡川地区各地

## 隣の駅
北海道旅客鉄道（JR北海道）
日高本線
浜厚真駅  - *浜田浦駅 -  鵡川駅
*:打消線は廃駅

### かつて存在した路線
北海道旅客鉄道（JR北海道）
日高本線（廃止区間）
鵡川駅 - 汐見駅
日本国有鉄道
富内線
鵡川駅 - 豊城駅